# Andrés Jiménez Fernández
Andrés Jiménez Fernández (nascut a Carmona, Sevilla, el 6 de juny de 1962) fou un destacat jugador de bàsquet dels anys 80' i 90'. Va destacar com a jugador del FC Barcelona, club amb el qual va guanyar set lligues ACB i quatre copes del rei, entre altres títols. També va ser un membre destacat de la selecció espanyola de bàsquet, amb la qual va disputar 186 partits, participant en l'assoliment de les medalles de plata dels Jocs Olímpics de Los Angeles 1984 i de l'Eurobasket de Nantes de 1983. Amb una alçada de 2 metres i 5 centímetres, jugava a la posició d'aler pivot. Es va retirar com a jugador actiu el juny del 1998. El 13 de setembre del mateix any, el FC Barcelona li va fer un homenatge retirant la seva samarreta amb el dorsal número 4 i penjant-la al Palau Blaugrana, en reconeixement dels seus mèrits esportius i a la dedicació al club. El periodista esportiu Andrés Montes va posar a Andrés Jiménez el sobrenom de l'home que marca les diferències en el bàsquet espanyol, ja que Andrés Jiménez va ser el primer pivot que era capaç de jugar de cara a la cistella amb la mateixa mobilitat que un aler.

## Biografia
Els seus inicis com a jugador de bàsquet van ser al club del seu poble: el CB Carmona. Als 15 anys es va traslladar a Badalona per jugar al Círcol Catòlic, conegut com a Cotonifici pel nom del patrocinador. A Badalona va donar el salt a la primera divisió espanyola de la mà del tècnic Aíto García Reneses. La carrera de Jiménez va estar lligada, gairebé en la seva totalitat, a la figura d'Aíto que va ser una peça clau en la seva evolució com a jugador.
El Cotonifici d'Aíto, Jiménez, Joaquim Costa i companyia és una llegenda del bàsquet estatal. Amb un pressupost molt baix va aconseguir estar diverses temporades a l'elit del bàsquet espanyol, protagonitzant temporades d'enorme mèrit (va ser el jutge de la lliga 77/78 derrotant el Reial Madrid i entregant el títol al Joventut de Badalona de Moka Slavnic). Aquell equip tenia uns trets característics diferencials respecte als altres equips de l'època: entrenaven matí i tarda cada dia, practicaven una defensa molt agressiva, batejada com a karate press, van ser pioners en practicar la defensa del saltar i canviar, i, sobretot, jugaven amb un jugador alt (Andrés Jiménez) lluny de la pintura i de cara al cèrcol. Aíto ho va començar a fer amb el Coto (Cotonifici) i després ho va anar polint a la Penya i al Barça, sempre amb Jiménez com a protagonista.
La progressió de Jiménez va ser constant i va aconseguir la internacionalitat l'any 1980. Va formar part de la generació que va assolir les plates de Los Angeles i Nantes.
La temporada 1983-1984 Aíto va fitxar per la penya i es va emportar el seu jugador franquicia, Andrés Jiménez. Tots dos van revitalitzar el club més representatiu del bàsquet estatal que venia de quedar setè a la lliga. La primera temporada, el Joventut va quedar tercer de la classificació i l'any següent es plantarà a la final davant el Reial Madrid. Tot i la gran exhibició de Jimix (sobrenom amb el qual Andrés signa els còmics que dibuixa), Jordi Villacampa, Jose Montero i companyia en el primer partit de la sèrie a Madrid, el Joventut acabarà perdent la lliga.
A la temporada 1985-1986, el camí de Jiménez se separa per primera vegada del d'Aíto, quan el tècnic fitxa pel FC Barcelona. El seu substitut a la penya serà Miquel Nolis i l'equip verdinegre va quedar tercer a la classificació. Aquell any, el Barça va perdre la final davant el Madrid.
A la temporada 1986-1987, Aíto va reunir al Barça, el triangle màgic del Cotonifici (Costa, Jimix i ell mateix). A més a més, l'equip compta amb Epi, Nacho Solozábal, Chicho Sibilio i companyia. Aquesta combinació va donar com a resultat un equip imparable per l'època, i més tenint en compte que la penya havia quedat debilitada per la marxa de Jiménez i el Madrid per la de Fernando Martin que havia anat a l'NBA. El Barça va aconseguir tots els títols en joc (Lliga, Copa i Copa Korac) i, amb l'arribada d'Audie Norris, va iniciar l'era de major domini que ha conegut l'ACB. Andrés Jiménez era peça clau d'aquesta superioritat blaugrana, ja que com a jugador exterior era imparable.
El seu bon tir de 4–5 metres feia de Jiménez una amenaça des d'aquesta distància i la seva velocitat i coordinació propiciava poder encarar amb èxit l'un contra un. Prop de la cistella, els seus moviments són nets i ràpids, fet que, combinat amb la seva alçada, el fan un jugador determinant en aquesta posició. La seva categoria d'home que marca la diferència es posa de manifest al comprovar la freqüència amb què Lolo Sainz canvia d'aler americà en els seus intents inútils per parar-lo (ni Spriggs, ni Alexis ni Rogers ni Frederik ho aconseguiran en moments decisius). Però Andrés Jiménez té una mancança en el seu joc: els tirs lliures, un fet que no aconseguirà rectificar fins al tram final de la seva carrera.
A l'Eurobàsquet de 1987 celebrat a Atenes, Andrés Jiménez va estar inclòs en el cinc ideal del Campionat. La selecció espanyola va quedar quarta.
Durant la temporada 1990-1991, Jiménez, va patir la lesió més important de la seva carrera que el mantindria lluny de les pistes més de mitja temporada. Aquell any havia arribat a la banqueta blaugrana, el serbi Bozidar Maljkovic. Jiménez es va perdre la final de la Copa d'Europa de bàsquet i la final de la lliga (totes dues perdudes davant de la Jugoplastika de Split i el Joventut de Badalona, respectivament). El Barça va encadenar dos anys sense títols, a més de protagonitzar la pitjor temporada ACB de la seva història (92/93, setens).
Tant amb Maljkovic, com després amb el retorn d'Aíto, Jiménez va començar a desenvolupar un nou recurs ofensiu: el tir des de fora de 6,25. Jimix ja no marcava la diferència en les seves accions dintre-fora, ja que amb l'edat havia anat perdent velocitat d'execució. El jugador va anar centrant el seu joc en el tir exterior i en postejar a prop de la cistella. Jiménez va aprofitar l'experiència i la intel·ligència que sempre va caracteritzar el seu joc, per suplir la seva pèrdua de forma física.
Jiménez va tancar la seva carrera amb tres lligues més consecutives. L'última la va aconseguir, amb 35 anys, a la pista del Madrid en un extraordinari cinquè partit de la temporada 1996-1997. Amb motiu de la seva retirada, va ser objecte de diversos homenatges, tant per part del seu club (que va organitzar un desconcertant partit d'homenatge en el qual no va jugar i on se li va retirar la samarreta) com per part de l'ACB, en ser l'últim representant de la generació de Los Ángeles en retirar-se.

## Selecció espanyola
- 186 vegades internacional amb la selecció Nacional Absoluta.
- Debuta amb la selecció Nacional Absoluta en partit amistós el 22 de juliol de 1982 davant la selecció de Cuba, a Palma (Espanya 97 - Cuba 93).
- 17 vegades internacional amb la selecció Nacional Júnior
- 19 vegades internacional amb la selecció Nacional Juvenil

## Palmarès
- Amb el FC Barcelona:

- 7 lligues ACB: 1986-1987, 1987-1988, 1988-1989, 1989-1990, 1994-1995, 1995-1996 i 1996-1997.
- 4 Copes del Rei: 1986-1987, 1987-1988, 1990-1991 i 1993-1994.
- 1 Copa Príncep d'Astúries de bàsquet: 1987-1988.
- 4 vegades subcampió de la Copa d'Europa de bàsquet: 1989-1990, 1990-1991, 1995-1996 i 1996-1997.
- 1 Copa Korac: 1986-1987.

- Amb la selecció espanyola:

- Medalla de Plata als Jocs Olímpics de Los Ángeles'1984.
- Medalla de Plata a l'Eurobasket de Nantes'1983.
- Medalla de Bronze amb la Selecció Juvenil a l'Eurobàsquet juvenil de Damasc'1979.

## Consideracions personals
- Nominat Millor Jugador Espanyol de la temporada 1984-85 pel diari esportiu El Mundo Deportivo.
- Integrant del Cinc ideal del Campionat d'Europa de seleccions d'Atenes'1987.
- Nominat Gigante de Leyenda la temporada 1997-98 per la revista Gigantes del Basket.
- El 25 de setembre de 1998 rep la Medalla d'Or al Mèrit Esportiu.
- Participant en l'All-Star de la lliga ACB a Vigo'87